# Кралски музеи (Торино)
Торинските кралски музеи (на италиански: I Musei Reali di Torino) са голям музеен комплекс, разположен в сърцето на северноиталианския град Торино. Той включва Кралския дворец, Кралските градини, Кралската библиотека, Кралската оръжейница, Савойската галерия, Музея на Античността, приземния етаж на Палацо Киаблезе и Параклисът на Светата плащеница.
Кралските музеи предлагат исторически, художествен и природен маршрут, който се простира на приблизително 50 000 m2 и който е прогресивно установен между 16. и 20. век, в крак с историята на Савойската династия, като също така включва много по-стари находки в техните колекции.

## История
Музейният комплекс на Кралските музеи се ражда през 2014 г. с името Polo Reale благодарение на член 30 от Указа на министър-председателя № 171 от 29 август 2014 г. (т. нар. „Реформа „Франческини“, т.е. организационната уредба на Министерството на културното наследство и дейности и туризма, на службите, които си сътрудничат пряко с министъра, и на независимата оценка на изпълнението). Това е музейна зона, включваща институции, които дотогава са били автономни по отношение на управление и контрол: Кралският дворец, Кралската оръжейница, Кралската библиотека, Савойската галерия, Музеят на Античността и Кралските градини.
След Министерско постановление n. 43 от 23.01.2016 г. (Изменения на постановлението от 23 декември 2014 г., съдържащо „Организация и функциониране на държавните музеи“), Кралският център променя името си на сегашното „Кралски музеи“, добавяйки Параклиса на Плащеницата към маршрута за посещение, както и приземния етаж на Палацо Киаблезе. Промяната на името отговаря на желанието да се продължи пътя на автономията на института и да се определи новата му идентичност като единен организъм.
От 2014 г. Кралските музеи са конфигурирани като единен музей, от значителен национален интерес, със специална автономия в научната, финансовата, счетоводната и организационната област.